# BBÖ VT 62
Der BBÖ VT 62 der Bundesbahnen Österreich (BBÖ) wurde von Austro-Daimler hergestellt und war die Weiterentwicklung des BBÖ VT 61.

## Technische Daten und Geschichte
Im Gegensatz zum VT 61 war der VT 62 mit einer Zweimaschinenanlage ausgerüstet und besaß als Kraftübertragung je Maschinenanlage ein Strömungsgetriebe. Die Fahrzeuge waren für den Nah- und Fernverkehr entwickelt worden und hatten unterschiedliche Getriebeübersetzungen für 85 und 100 km/h Höchstgeschwindigkeit. Mit ihnen wurden sechs im Aussehen identische Beiwagen beschafft.
Dass sich die Fahrzeuge im harten Alltagsbetrieb allerdings nicht durchsetzen konnten, lag daran, dass die Wagenkästen zu schwach dimensioniert waren. Die Leistung der Motoren genügte nicht und wurde beim BBÖ VT 63 auf 100 PS erhöht. Eingesetzt waren die Fahrzeuge zunächst in Wien. Beim VT 62.01 traten mehrere Brände im Betrieb auf, daraufhin wurde er Mitte der 1930er Jahre ausgemustert und die restlichen Fahrzeuge in St. Pölten abgestellt. Die restlichen fünf Wagen wurden von der Deutschen Reichsbahn 1938 reaktiviert und als 730–734 bezeichnet, nachdem bauliche Maßnahmen zur Verbesserung des Brandschutzes durchgeführt wurden.
Während der Reichsbahnzeit wurden die Triebwagen in Villach eingesetzt. Mit Kriegsbeginn wurden sie zunächst abgestellt und der Reichsbahndirektion Köln überstellt. Dort erlitten die drei Wagen 730–732 schwere Zerstörungen durch Fliegerbomben, so dass sie bis 1944 ausgemustert wurden. 1943 waren noch der 733 und der 734 in Betrieb und wurden auf Flüssiggasantrieb umgestellt. Der 733 wurde nach Villach zurückbeordert und erhielt dort 1945 einen Bombentreffer. Der 734 blieb in Krefeld und wurde dort 1944 ausgemustert.
Ein bevorzugtes Einsatzgebiet der Fahrzeuge war die Semmeringbahn.

## Fahrzeugaufbau
Der VT 62 besaß an jedem Fahrzeugende einen Führerstand. Der Lokführer hatte seinen Arbeitsplatz auf der linken Seite des Führerraumes. Außerdem waren die Fahrzeuge mit Scharfenbergkupplung für das Mitführen des Beiwagens ausgerüstet und hatten einen Abort. Die Maschinenanlage war wie beim VT 61 an den Enden vor den Radsätzen eingebaut. Der Zugang in das Wageninnere erfolgte wie bei dem VT 61 durch eine mittlere Tür. Von dort gingen zu beiden Enden die beiden Fahrgastabteile ab, die als Großraumabteile mit Mittelgang ausgeführt waren. Die Beheizung erfolgte durch mit den Abgasen des Motors erwärmte Frischluft. An den Stirnseiten der zugespitzten Führerstände waren Übergänge mit Klappbrücken für den Übertritt des Fahrpersonals in den Beiwagen vorhanden. Die Blechdicke des Wagenkastens wird mit nur 0,8 mm angegeben. Das Dach war als Drahtgitter gestaltet, welches mit Kunstleder bespannt war. Das Laufwerk war wie bei dem Vorgänger gestaltet, nur auf Grund des größeren Achsstandes entsprechend verstärkt.
Als Antriebsmotoren für die Zweimaschinenanlage wurden die gleichen wie beim VT 61 genommen. Für die Kraftübertragung wurde erstmals ein Strömungsgetriebe verwendet, welches aus einem Wandler- und einem Kupplungskreislauf bestand und von Voith in St. Pölten hergestellt wurde. Geschaltet wurde das Getriebe elektropneumatisch. Die Kühlanlage der Wasserkühlung des Motors war als Röhrenkühler hinter der Stirnwand angebaut. Vom unmittelbar daneben liegenden Motor wurde auch ein Ventilator angetrieben. Den Wasserumlauf besorgte eine Pumpe. Als Bordnetz besaß der Triebwagen eines mit 24 V =. Es wurde von den Lichtanlassmaschinen oder der Batterie gespeist. Die Spannung konnte durch einen Lichtregler von Siemens weitgehend konstant gehalten werden. Als Verbraucher waren ein Dreiklanghorn und die elektrische Beleuchtung angeschlossen. Außerdem besaß das Fahrzeug als Signalanlage auch eine Auspuffhupe.